# مصابع (حديبو)

تعديل مصدري - تعديل

مصابع هي إحدى قرى مديرية حديبو التابعة لمحافظة سقطرى، بلغ تعداد سكانها 36 نسمة حسب تعداد اليمن لعام 2004.